# Седов, Владимир Михайлович
Влади́мир Миха́йлович Седо́в (род. 7 мая 1966, Ковров, Владимирская область, РСФСР, СССР) — советский и российский предприниматель, основатель и совладелец компании-производителя мебели и предметов для спален «Аскона». Основной инвестор строительства частного медицинского центра в Коврове. Инициатор строительства посёлка Доброград во Владимирской области.

## Биография
Родился в семье работницы медсанчасти завода имени Дегтярёва и заместителя главного инженера Ковровского электромеханического завода. Получил высшее физкультурно-педагогическое образование (учитель физкультуры).
В 1990 году основал торговую компанию «Аскона». В 1998 году переориентировал «Аскону» на производство матрасов в городе Ковров. Перенимая иностранный опыт, смог улучшить качество и ассортимент продукции фабрики. В 2004 году компанией был заключён контракт с сетью магазинов IKEA на поставку матрасов.
В 2004 году учредил ООО «Специальный застройщик „Аскона Инвест“», проводящую риелторскую деятельность.
В 2005 году были построены ещё 2 фабрики по производству матрасов в Челябинске и Новосибирске, благодаря чему компания вышла на новый уровень мощности производства — 1000 матрасов в день.
В 2006 году фабричное здание «Асконы» в Коврове сгорело после короткого замыкания, но у IKEA удалось получить предоплату в 1 млн долларов США за поставку матрасов. Через четыре месяца производство удалось восстановить.
В 2010 году продал 51 % акций «Асконы» шведской компании Hilding Anders, по оценкам экспертов, за 100 млн долларов. В дальнейшем снизил свою долю в «Асконе» примерно до 25 %.
Вдохновившись идеей инновационного португальского города PlanIT Valley, с 2012 года ведёт строительство города Доброграда во Владимирской области. На конец 2016 года вложил в строительство более 8 млрд рублей, планирует инвестировать в строительство города ещё 65 млрд рублей.
В мае 2015 года в Коврове состоялось открытие построенной компанией «Гудвилл» Седова частной клиники «Первый клинический медицинский центр». Объём инвестиций составил 4 млрд рублей. Деловой журнал о здравоохранении Vademecum оценил выручку клиники за 2015 год в 90 млн рублей. Пропускная способность клиники составляет 800 человек в сутки, действует стационар на 55 койкомест.
21 июля 2016 года оставил должность президента компании «Аскона», которая в год производила уже 3 млн матрасов, имея прибыль 7,5 млрд рублей. Сеть под брендом «Аскона» к тому времени достигла 700 магазинов, а 55 % выручки получала от продажи мебели и предметов для спален.
В конце апреля 2020 года тяжело перенёс заболевание коронавирусной инфекцией COVID-19 после возвращения из заграничной поездки. Лечился в «Первом клиническом медицинском центре» в Коврове.
В декабре 2020 года в рамках Владимирского инвестиционного конгресса было объявлено о получении статуса особой экономической зоны промышленно-производственного типа «Доброград — 1», которая располагается в 5 км от одноимённого города и занимает площадь 211 га. Особая экономическая зона «Доброград — 1» — это промышленная площадка, на территории которой осуществляется особый режим предпринимательской деятельности, предусматривающий значительный объём преференций. Размещение производства на такой территории позволяет повысить конкурентоспособность продукции на российском рынке за счёт снижения налогов на имущество, транспорт, землю, прибыль и таможенных пошлин.

## Благотворительность
В 2014 году стал главой неформального совета директоров предприятий Коврова, ориентированного на поддержку социально значимых объектов города.
В 2017 году основан благотворительный фонд «Продобро», на сайте которого целью заявлена «поддержка благотворительных, социальных, культурных и иных общественно полезных инициатив, преследующих благотворительные цели».

## Хобби
В юности увлекался бардовской песней. Играет в гольф.